# Burgk
Burgk är en ortsteil i kommunen Schleiz i Saale-Orla-Kreis i förbundslandet Thüringen i Tyskland. Burgk var en kommun fram till 31 december 2019 när den uppgick i Schleiz. Kommunen Burgk hade 82 invånare 2019.